# Weston, New Jersey
Weston är en ort i Somerset County i delstaten New Jersey, USA.